# Otto Girndt (Schriftsteller)

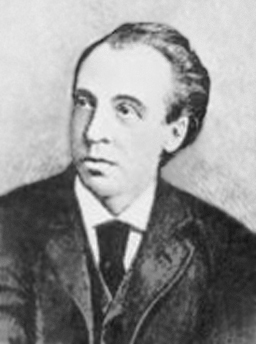
Otto Girndt

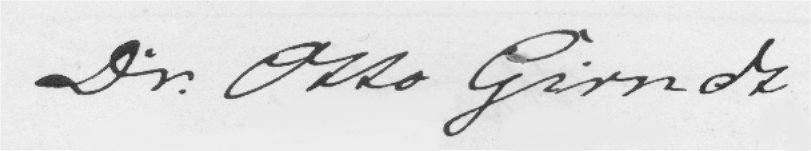
Unterschrift Otto Girndt

Otto Girndt (* 6. Februar 1835 in Landsberg/Warthe; † 4. Juli 1911 in Sterzing in Tirol) war ein deutscher Schriftsteller und Librettist.

## Leben
Aufgewachsen in Lübben legte Girndt 1852 sein Abitur in Luckau ab. Im selben Jahr begann er das Studium der Rechtswissenschaften an der Universität Berlin. Dort gehörte er seit 1852 der Landsmannschaft Normannia an. Später wechselte er zum Studium der Philosophie und Geschichte, das er an der Universität Heidelberg fortsetzte. Nach seiner Promotion zum Dr. phil. war Girndt zunächst als Redakteur verschiedener Zeitschriften tätig. Danach wurde er Schriftsteller und Librettist in Berlin und Magdeburg. Um die Jahrhundertwende zog er nach Rom, um später nach Berlin zurückzukehren.

## Werke
Girndt begann seine schriftstellerische Tätigkeit 1856 mit der historischen Tragödie Nero. Seinen Durchbruch erzielte er jedoch mit dem Lustspiel Y 1, das 1865 im Berliner Hoftheater aufgeführt wurde. Neben Lustspielen und Humoresken schrieb er auch Dramen, Trauerspiele, Novellen und historische Stücke. 1877 gewann er mit dem geschichtlichen Lustspiel Orientalische Wirren den Laube-Preis in Wien und 1891 wurde er für das Trauerspiel Danckelmann von der Königlichen Hoftheater-Intendanz München ausgezeichnet. Girndt schrieb auch zusammen mit anderen Schriftstellern wie Eduard Jacobson, Oscar Blumenthal und Gustav von Moser. Einige seiner Werke wurden später für die Bühne bearbeitet und aufgeführt. Girndt war auch ein Freund von Otto Ruppius.